# Gordonieae
Gordonieae je  tribus drveća i grmlja iz porocfice čajevki. Sastoji se od 3 roda iz tropske Amerike, dijelova Azije (Kina, Indokina, Malezija) i jugoistoka SAD–a. Tipični rod je Gordonia.
Tribus je opisan u Prodromus Systematis Naturalis Regni Vegetabilis 1: 527. 1824.

## Rodovi
Tribus Gordonieae DC.
1. Gordonia Ellis (26 spp.)
2. Schima Reinw. ex Blume (16 spp.)
3. Franklinia Bartram ex Marshall (1 sp.)